# شاهرخ شهنازی
شاهرخ شهنازی (زادهٔ ۱۳۳۳ در تهران، ایران) او نیز دو دوره دبیرکل کمیته ملی المپیک ایران و رهبر کاروان ایران در المپیک ۲۰۱۶ بود او همچین ۱۳ سال رئیس فدراسیون تنیس روی میز بود

## فعالیت درکمیته ملی المپیک ایران
او دو دوره دبیرکل کمیته ملی المپیک ایران بود و همچین رئیس کاروان ایران در المپیک ریو ۲۰۱۶ هم بود

## ریاست فدراسیون تنیس روی میز
شاهرخ شهنازی حدود ۱۳ سال مدیر کل فدراسیون تنیس روی میز ایران بود.

## ریاست هیئت مدیره باشگاه ذوب آهن
شهنازی مدتی ریاست هیئت مدیره و مدیرعاملی باشگاه ذوب آهن را بر عهده داشته است.

## سایر فعالیت‌ها
- نایب رئیس فدراسیون فوتبال ۱۳۷۷–۱۳۷۲
- معاون اجرایی سازمان خبرگزاری جمهوری اسلامی (ایرنا) ۱۳۷۰–۱۳۶۸
- شهردار کرج ۱۳۶۵–۱۳۶۳ [۴]